# 호세 반 투이네
호세 다니엘 반 투이네(스페인어: José Daniel van Tuyne, 1954년 12월 13일, 산타 페 주 로사리오 ~)는 아르헨티나의 전직 축구 선수로, 현역 시절 수비수로 활약했다.

## 클럽 경력
반 투이네는 1974년에 로사리오 센트랄에서 신고식을 치렀다. 그는 1980년에 타예레스 코르도바로 이적했고, 1981년에 라싱 클루브에 입단했다.
1982년, 반 투이네는 아르헨티나를 떠나 콜롬비아의 미요나리오스로 이적했다. 반 투이네의 조상은 벨기에에서 건너왔기에 네덜란드어 성씨에 흔한 판(van)이 앞에 붙었다. 아르헨티나 축구 선수들 중 벨기에 혈통들 중에는 페르난도 파테르노스테르와 라파엘 알프레치트가 있다.

## 국가대표팀 경력
반 투이네는 아르헨티나 국가대표팀 일원으로 1979년 코파 아메리카와 1982년 월드컵에 참가했다.